# 娼婦/廃
「娼婦／廃」(しょうふ／はい)は、ムックの1枚目のシングル。

## 概要
5,000枚限定で販売された。
3から68トラックには無音トラックが収録されている。

## 収録曲
1. 娼婦
（作詞：逹瑯 作曲：雅）
2. 廃
（作詞・作曲：雅）

【Secret Track】

69. ボクノ...
（作詞・作曲：雅）